# Jóaš (Izrael)
Jóaš (hebrejsky: יְהוֹאָשׁ‎, Jeho'aš, nebo zkráceně יוֹאָשׁ‎, Jo'aš), v českých překladech Bible přepisováno též jako Joas či Jehoaš, byl v pořadí dvanáctým králem Severního izraelského království a třetím králem čtvrté dynastie panovníků tohoto království. Jeho jméno se vykládá jako „Hospodin daroval“ či „Hospodinův oheň“. Dle názoru moderních historiků a archeologů vládl asi v letech 800 až 784 př. n. l. Podle kroniky Davida Ganse by však jeho kralování mělo spadat do let 3098–3114 od stvoření světa neboli do rozmezí let 664–647 před naším letopočtem, což odpovídá 16 letům vlády, jak je uvedeno v Druhé knize králů.
Jóaš byl synem krále Jóachaze a na izraelský trůn v Samaří usedl po smrti svého otce, což bylo ve 37. roce vlády judského krále Jóaše. Ačkoliv Jóaš, co se týče náboženství i nadále trpěl modloslužebný kult zlatých býčků, jenž byl soustředěn v Bét-elu a v Danu, přesto byl docela úspěšným králem. Určitou roli v tom sehrálo zřejmě to, že v mnoha záležitostech dal na rady proroka Elíši, jehož nazýval svým otcem a vozatajem Izraele. Území, jež Izraelcům zabrali Aramejci v době Jóachazovy a Jehúovy vlády, získal Jóaš zpět, když třikrát porazil aramejského krále Ben-hadada III. Utkal se rovněž s judským králem Amasjášem, kterého porazil a zajal u Bét-šemeše. Pak ho jako zajatce přivlekl do Jeruzaléma a donutil ho, aby svou svobodu vykoupil zlatem a stříbrem a také rukojmími. Po smrti Jóaše usedl na izraelský trůn v Samaří jeho syn Jarobeám.
| Králové Izraelského království | Králové Izraelského království  | Králové Izraelského království |
| ------------------------------ | ------------------------------- | ------------------------------ |
| Předchůdce: Jóachaz            | 800–784 př. n. l. Jóaš (Izrael) | Nástupce: Jarobeám II.         |